# Suro-lau
Der Suro-lau (Foho Surolau) ist ein 1261 m hoher Berg in Osttimor im Zentrum der Gemeinde Ainaro. Er befindet sich im Suco Soro (Verwaltungsamt Ainaro). Nördlich des Suro-laus liegt der Berg Surolan (1228 m).
1902 gab es Überlegungen am Suro-lau eine Stadt zu gründen. Mangels Wasser und Sand für den Bau entschied man sich aber für einen nördlicher gelegenen Ort, wo heute die Stadt Ainaro liegt.